# 樂天證券

樂天證券（日语：楽天証券株式会社、らくてんしょうけん）是日本的一家網路證券公司，屬於樂天集團。樂天證券的前身是三井住友銀行系的「DLJ Direct SF證券」。2021年12月底時，樂天證券有714萬個賬戶，在日本是僅次於SBI證券的網路證券業界第二大券商。瑞穗證券是樂天證券的最大股東。

## 外部連結
- 楽天証券 （页面存档备份，存于）
- 樂天證券的X（前Twitter）
- 樂天證券的Facebook專頁
- YouTube上的樂天證券頻道